# Bragg Creek
Bragg Creek är en ort i Kanada.   Den ligger i provinsen Alberta, i den centrala delen av landet, 2 900 km väster om huvudstaden Ottawa. Bragg Creek ligger 1 299 meter över havet och antalet invånare är 550.
Terrängen runt Bragg Creek är platt åt nordost, men åt sydväst är den kuperad. Runt Bragg Creek är det mycket glesbefolkat, med 7 invånare per kvadratkilometer..
I omgivningarna runt Bragg Creek växer i huvudsak blandskog.